# Teammanager
Ein Teammanager ist eine Person, die – zumeist im Sport – die Aktivitäten einer Mannschaft (oder eines beliebigen Teams) organisiert und verwaltet. Dies können z. B. Pressetermine, Reisen zu Auswärtsspielen oder Trainingslager sein. Dabei kann es vorkommen, dass der Teammanager bei seiner Arbeit mehrere Ämter, Funktionen und Tätigkeiten vereinigt. Außerdem fungiert er häufig als Ansprechpartner für die Sportler bei Problemen oder Konflikten innerhalb des Teams. Den Teammanager gibt es zum Beispiel in Mannschaftssportarten wie Basketball, Eishockey und Fußball.
Laut einer Erhebung des DFB zusammen mit der accadis Hochschule Bad Homburg aus dem Jahr 2018 gehören zu den Aufgabenbereichen eines Teammanagers bei den meisten Teams im deutschen Profifußball das Reise- und Terminmanagement, das Berichtswesen und die Verbandsarbeit sowie das Führen von untergeordnetem oder gleichgestelltem Personal. Demnach koordinieren viele Teammanager beispielsweise die Zeugwarte, Physiotherapeuten oder Mannschaftsköche und sind für die Organisation von Fahrdiensten, Trainingslagern und Presseterminen sowie für die Integration neuer Spieler in das Team verantwortlich.
Die Position des Teammanagers im deutschsprachigen Raum weicht ab von dem Profil eines Sportdirektors, der meist als Teil der sportlichen Leitung für die Kaderzusammenstellung verantwortlich ist. Bei britischen Fußballvereinen werden dabei die Aufgaben eines Cheftrainers und eines Sportdirektors häufig in Personalunion ausgeführt. In Großbritannien werden diese Tätigkeiten wiederum dem Teammanager zugeordnet.

## Teammanager im Profisport (Auswahl)

### Nationalmannschaften (Männer)
- Deutsche Basketballnationalmannschaft: Heikel Ben Meftah (seit 2013)
- Deutsche Eishockeynationalmannschaft: Horst Fuchs (seit 2018)
- Deutsche Fußballnationalmannschaft: Oliver Bierhoff (2004–2018)
- Deutsche Handballnationalmannschaft: Oliver Roggisch (seit 2014)
- Deutsche Volleyballnationalmannschaft: Jan Kahlenbach (seit 2017)
- Deutsche Wasserballnationalmannschaft: Dietmar Helm (1997–2000)

### Vereinsmannschaften (Männer)
- 1. FC Kaiserslautern: Andreas Brehme (2000–2002)
- 1. FC Kaiserslautern: Olaf Marschall (2004–2006)
- 1. FC Köln: Denis Lapaczinski (seit 2019)
- Eintracht Frankfurt: Christoph Preuß (seit 2012)
- FC Basel: Oliver Kreuzer (2002–2006)
- FC Bayern München: Christian Nerlinger (2008–2009)
- FC Bayern München: Kathleen Krüger (seit 2012)
- FC Erzgebirge Aue: Heiko Weber (2008–2009)
- Fortuna Düsseldorf: Sascha Rösler (seit 2015)
- Holstein Kiel: Jan Uphues (seit 2018)
- Inter Mailand: Iván Córdoba (2012–2014[3])
- VfB Stuttgart: Günther Schäfer (seit 2015)
- VfL Wolfsburg: Roy Präger (seit 2005)